# Yakov Djugashvili
Yakov Iosifovich Djugashvili, em georgiano:  იაკობ ჯუღაშვილი, em russo:  Яков Иосифович Джугашвили (Badsi, 18 de março de 1907 — Oranienburg, 14 de abril de 1943), foi o primogênito dos cinco filhos conhecidos do lider soviético Josef Stalin.
Nascido do  primeiro casamento de Stalin (com Ekaterina Svanidze), Yakov serviu no Exército Vermelho durante a Segunda Guerra Mundial. Foi capturado, ou rendeu-se, na fase inicial da invasão alemã da União Soviética e morreu em circunstâncias controversas.

## Juventude
Yakov nasceu no vilarejo de Borji (perto de Kutaisi) na Geórgia, então parte da Rússia Imperial. Até a idade de 14 anos, Yakov foi criado por sua tia em Tbilisi. Em 1921, o tio de Yakov, Alexander Svanidze pediu-lhe para deixar a cidade e fosse a Moscou para adquirir educação superior. Yakov falava somente georgiano e depois de sua chegada a Moscou, iniciou a aprendizagem do idioma russo, com o objetivo de solicitar estudos universitários.
Yakov e seu pai Stalin nunca tiveram um bom relacionamento. Supostamente uma vez Stalin referiu-se a Yakov como um "simples sapateiro". Mais tarde, de acordo com a madrasta de Yakov, Nadejda Alliluyeva, ela viu uma menina a fugir de sua dacha de Moscou em lágrimas. Quando ela entrou,  viu Yakov desesperado perto de desmaiar na sala. Ele correu imediatamente para o quarto. Descobriu-se que a menina judia estava noiva de Yakov, e quando contou a Stalin de seu noivado, ele ficou furioso. [carece de fontes?]
Enquanto Stalin e sua esposa estavam discutindo sobre isso, um tiro foi ouvido do quarto de Yakov. Yakov tinha tentado o suicídio. Enquanto ela cuidava de seus ferimentos e encaminhava o enteado para um médico; tudo o que seu pai disse foi: "Não consegue sequer atirar direito."

## Casamento e família
Djugashvili casou-se com Yulia Meltzer, uma dançarina judia famosa de Odessa. Depois de conhecer Yulia durante uma recepção, Yakov lutou com seu segundo marido, um oficial da NKVD chamado Nikolai Bessarab, e arranjou seu divórcio. Bessarab mais tarde foi preso pela NKVD e executado. Yakov se tornou seu terceiro marido e desta relação nasceram seus dois filhos Galina Djugashvili,que morreu em 2007, e Yevgeni Djugashvili, que morreu em 2016.

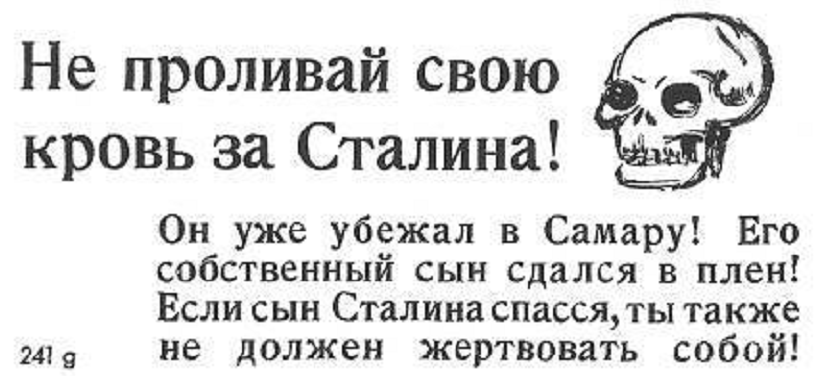
Propaganda alemã de 1941. "Não derrame seu sangue por Stalin! Ele já fugiu para Samara! Seu próprio filho se rendeu! Se o filho de Stalin se salvou, você também não é obrigado a se sacrificar!"

## Segunda Guerra Mundial
Djugashvili serviu como um oficial de artilharia no Exército Vermelho e foi capturado em 16 de julho de 1941 nos estágios iniciais da invasão alemã da União Soviética na Batalha de Smolensk. Os alemães mais tarde ofereceram a troca de Yakov por Friedrich Paulus, um Marechal de Campo alemão, capturado pelos soviéticos após a Batalha de Stalingrado, mas Stalin recusou a oferta, supostamente dizendo: "Não vou trocar um marechal por um tenente". Segundo algumas fontes, houve outra proposta: Hitler queria trocar Yakov por seu sobrinho Leo Raubal. Tal proposição também não foi aceita .
Não está claro quando e como ele morreu. De acordo com o versão oficial alemã, Djugashvili morreu eletrocutado na cerca do campo de concentração de Sachsenhausen, onde estava sendo mantido. Alguns alegaram ter sido suicídio, enquanto outros sugerem que ele teria sido assassinado.